# Baai van Tokio

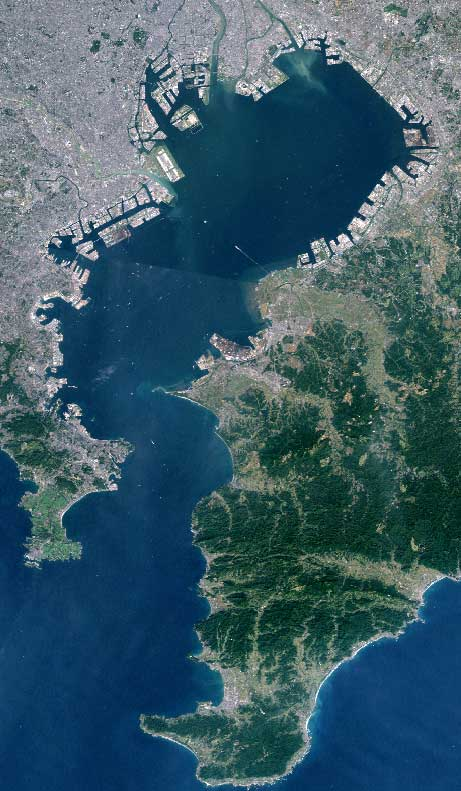
De Baai van Tokio vanuit de ruimte, links ligt Miura, bovenin Tokio en rechts het schiereiland Boso

De Baai van Tokio (Japans: 東京湾, Tōkyō-wan) is een baai in het zuidelijke deel van de regio Kanto in Japan. De oude naam voor de baai was de Baai van Edo (江戸湾, Edo-wan).

## Geografie

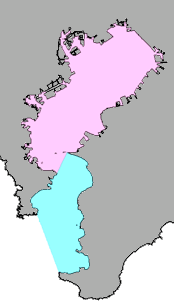
De Baai van Tokio, in de striktste vorm (roze) en in de ruimste zin (roze en blauw)

De Baai van Tokio wordt begrensd door het schiereiland Bōsō (prefectuur Chiba) in het oosten en het schiereiland Miura (prefectuur Kanagawa) in het westen. In zijn meest strikte zin is de Baai van Tokio het gebied dat zich bevindt ten noorden van de lijn Kaap Kannon (観音崎, Kannon-zaki) op het schiereiland Miura en Kaap Futtsu (富津岬, Futtsu-misaki) op het schiereiland Boso. De oppervlakte van dit gebied bedraagt ongeveer 922 km². In zijn meest ruime zin wordt ook de Straat van Uraga tot de Baai van Tokio gerekend. Het gebied beslaat dan een oppervlakte van 1320 km².
In de baai bevindt zich 249 km² ingepolderd land.
Het enige natuurlijke eiland in de baai is het eiland Saru (猿島, Saru-shima) dat behoort tot de stad Yokosuka in de prefectuur Kanagawa. Verder zijn er verschillende artificiële eilanden die als kustverdediging werden gebouwd tijdens de Meijiperiode en de Taishoperiode.

## Economie
De havens van Tokio, Chiba, Kawasaki, Yokohama en Yokosuka bevinden zich allen in de Baai van Tokio. In de haven van Yokosuka liggen marinebasissen van de Verenigde Staten en de Japanse Zelfverdedigingstroepen.
Op de westelijke kust van de Baai van Tokio, tussen Tokio en Yokohama, bevindt zich de Keihin Industrial Area. Deze industriële regio is in ontwikkeling sinds de Meiji-periode. Na de Tweede Wereldoorlog werd deze regio uitgebreid langs de noord- en de oostkust met de Keiyo Industrial Area.
De Tokio Wan Aqua-Line, een combinatie van een brug en een tunnel, zorgt voor de verbinding tussen Kawasaki en Kisarazu. Verder zijn er veerverbindingen tussen Kurihama (Yokosuka) en Kanaya (Futtsu) over het Straat van Uraga.

## Geschiedenis
De Baai van Tokio speelde in de moderne geschiedenis van Japan tweemaal een sleutelrol. In februari 1854 voer een Amerikaanse vloot onder bevel van commodore Perry de baai binnen met als doel handelsbetrekkingen met het land aan te gaan. Op 31 maart 1854 werd de conventie van Kanagawa getekend waarmee een paar Japanse havens werden opengesteld voor Amerikaanse koopvaardijschepen.
Op 2 september 1945 werd op de USS Missouri  (BB-63), die voor anker lag in de baai, de overgave van Japan getekend. Dit betekende het einde van de Tweede Wereldoorlog.